# Tristan Borges
Tristan Borges (Toronto, 26 agosto 1998) è un calciatore canadese, centrocampista del Forge.

## Caratteristiche tecniche
È un trequartista.

## Carriera

### Club

#### Toronto e Heerenveen
Borges muove i primi passi nel mondo del calcio con il Toronto FC, club della città natale.
Nel 2016, viene notato dagli osservatori del club olandese dell'Heerenveen, che lo acquista inserendolo nella formazione under-19. Debutta con la formazione under-19, il 14 maggio 2016, nella sconfitta contro i pari età del Roda JC (2-3), mentre realizza la prima rete, l'11 marzo 2017 ai danni del Groningen. Conclude la prima stagione nei Paesi Bassi realizzando 3 reti in 10 presenze.
La seconda stagione si apre con la promozione nella squadra under-21, militante in Beloften Eredivisie, con cui colleziona 13 presenze e una rete.

#### Sigma
Nell'estate 2018, lascia l'Heerenveen ritornando in patria al Sigma FC. L'8 agosto fa il suo esordio in League1 Ontario nella vittoria contro l'Aurora FC (2-1), quattro giorni dopo realizza la prima rete con il nuovo club, contro il Toronto FC III (2-1). Conclude la sua unica stagione al Sigma realizzando 2 gol in 10 presenze.

#### Forge
Il 10 gennaio 2019, Borges firma un contratto con la neonata squadra del Forge, militante Canadian Premier League. Debutta il 27 aprile 2019 nella partita inaugurale del campionato contro lo York9. Segna la prima marcatura il 12 maggio seguente, nella sconfitto contro il Cavalry (1-2). Il 26 ottobre, segna un gol nell'andata della Finals della CPL vinta contro il Cavalry.
A fine stagione si rivela uno dei giocatori fondamentali dei grigio-arancioni, vincendo la classifica marcatori con 13 reti e la classifica degli assist con 5. Nonché i premi: CPL Player of the Year e il best Canadian U-21 player.

#### OH Lovanio
In seguito all'ottima stagione con gli hammers, il 22 gennaio 2020 si trasferisce al OH Lovanio, divenendo il primo giocatore della Canadian Premier League a trasferirsi in Europa. Debutta il 1º febbraio seguente contro il Roeselare.
Il 5 marzo 2021 torna in Canada, nuovamente al Forge, in prestito per la stagione 2021.

### Nazionale
Nel 2017 ha preso parte con la nazionale canadese Under-20 al campionato nordamericano di categoria.

## Statistiche

### Presenze e reti nei club
Statistiche aggiornate al 28 giugno 2022.
| Stagione        | Club            | Campionato      | Campionato | Campionato | Coppe nazionali | Coppe nazionali | Coppe nazionali | Coppe continentali | Coppe continentali | Coppe continentali | Supercoppe | Supercoppe | Supercoppe | Totale | Totale |
| Stagione        | Club            | Comp            | Pres       | Reti       | Comp            | Pres            | Reti            | Comp               | Pres               | Reti               | Comp       | Pres       | Reti       | Pres   | Reti   |
| --------------- | --------------- | --------------- | ---------- | ---------- | --------------- | --------------- | --------------- | ------------------ | ------------------ | ------------------ | ---------- | ---------- | ---------- | ------ | ------ |
| 2018            | Sigma FC        | L1O             | 10         | 2          | -               | -               | -               | -                  | -                  | -                  | -          | -          | -          | 10     | 2      |
| 2019            | Forge           | CPL             | 27         | 13         | CC              | 2               | 0               | CL                 | 4                  | 0                  | -          | -          | -          | 33     | 13     |
| 2019-2020       | OH Lovanio      | D2              | 4          | 0          | CB              | -               | -               | -                  | -                  | -                  | -          | -          | -          | 4      | 0      |
| 2020-2021       | OH Lovanio      | D1              | -          | -          | CB              | -               | -               | -                  | -                  | -                  | -          | -          | -          | -      | -      |
| Totale OHL      | Totale OHL      | Totale OHL      | 4          | 0          |                 | -               | -               |                    | -                  | -                  |            | -          | -          | 4      | 0      |
| 2021            | Forge           | CPL             | 26         | 3          | CC              | 2               | 0               | CL                 | 6                  | 1                  | -          | -          | -          | 34     | 4      |
| 2022            | Forge           | CPL             | 7          | 5          | CC              | 2               | 0               | CCL                | 2                  | 0                  | -          | -          | -          | 11     | 5      |
| Totale Forge FC | Totale Forge FC | Totale Forge FC | 60         | 21         |                 | 6               | 0               |                    | 12                 | 1                  |            | -          | -          | 78     | 22     |
| Totale carriera | Totale carriera | Totale carriera | 74         | 23         |                 | 6               | 0               |                    | 12                 | 1                  |            | -          | -          | 92     | 24     |

### Cronologia presenze e reti in nazionale
| Cronologia completa delle presenze e delle reti in nazionale ― Canada | Cronologia completa delle presenze e delle reti in nazionale ― Canada | Cronologia completa delle presenze e delle reti in nazionale ― Canada | Cronologia completa delle presenze e delle reti in nazionale ― Canada | Cronologia completa delle presenze e delle reti in nazionale ― Canada | Cronologia completa delle presenze e delle reti in nazionale ― Canada | Cronologia completa delle presenze e delle reti in nazionale ― Canada | Cronologia completa delle presenze e delle reti in nazionale ― Canada |
| Data                                                                  | Città                                                                 | In casa                                                               | Risultato                                                             | Ospiti                                                                | Competizione                                                          | Reti                                                                  | Note                                                                  |
| --------------------------------------------------------------------- | --------------------------------------------------------------------- | --------------------------------------------------------------------- | --------------------------------------------------------------------- | --------------------------------------------------------------------- | --------------------------------------------------------------------- | --------------------------------------------------------------------- | --------------------------------------------------------------------- |
| 11-1-2020                                                             | Irvine                                                                | Barbados                                                              | 1 – 4                                                                 | Canada                                                                | Amichevole                                                            | -                                                                     | 69’                                                                   |
| Totale                                                                |                                                                       | Presenze                                                              | 1                                                                     |                                                                       | Reti                                                                  | 0                                                                     |                                                                       |

## Palmarès

### Club

#### Competizioni nazionali
- Canadian Premier League: 2

Forge: 2019 2023

### Individuale
- Capocannoniere della Canadian Premier League: 1

2019 (13 reti)
- Miglior giocatore della Canadian Premier League: 1

2024